# Internazionali di Tennis di Baviera 2009
Gli Internazionali di Tennis di Baviera 2009 sono stati un torneo di tennis che si è giocato sulla terra rossa. È stata la 94ª edizione del torneo, facente parte dell'ATP World Tour 250 series nell'ambito dell'ATP World Tour 2009. Il torneo maschile è stato disputato a Monaco di Baviera, Germania, dal 2 al 10 maggio.

## Partecipanti

### Teste di serie
| giocatore          | Nazionalità     | Ranking* | Testa di serie |
| ------------------ | --------------- | -------- | -------------- |
| Fernando González  | Cile            | 13       | 1              |
| Marin Čilić        | Croazia         | 15       | 2              |
| Nicolás Almagro    | Spagna          | 21       | 3              |
| Tomáš Berdych      | Repubblica Ceca | 26       | 4              |
| Rainer Schüttler   | Germania        | 29       | 5              |
| Nicolas Kiefer     | Germania        | 30       | 6              |
| Paul-Henri Mathieu | Francia         | 35       | 7              |
| Igor' Kunicyn      | Russia          | 38       | 8              |

Testa di serie basate sul ranking al 27 aprile 2009.

### Altri partecipanti
Giocatori con la wildcard:
- Daniel Brands
- Lleyton Hewitt
- Andreas Beck

Giocatori passati dalle qualificazioni

- Thiemo de Bakker
- Dieter Kindlmann
- Alexander Peya
- Sascha Klör
- Lamine Ouahab (lucky loser)
- Stéphane Bohli (lucky loser)

## Campioni

### Singolare
Tomáš Berdych ha battuto in finale  Michail Južnyj con il punteggio di 6–4, 4–6, 7–6(5)

### Doppio
Jan Hernych /  Ivo Minář hanno battuto in finale  Ashley Fisher /  Jordan Kerr con il punteggio di 6–4, 6–4